# Paul Christophe (polityk)
Paul Christophe (ur. 10 lutego 1971 w Les Sables-d’Olonne) – francuski polityk, urzędnik i działacz samorządowy, deputowany, w 2024 minister solidarności, autonomii oraz równości kobiet i mężczyzn.

## Życiorys
Kształcił się na Université de Nantes. Pracował jako urzędnik, był m.in. dyrektorem do spraw usług w gminie Téteghem. W 2008 i 2014 wybierany na urząd mera Zuydcoote, pełnił tę funkcję do 2017. W 2015 został radnym departamentu Nord, powołano go na wiceprzewodniczącego rady.
Był związany z Republikanami. W 2017 po raz pierwszy uzyskał mandat deputowanego do Zgromadzenia Narodowego. Z powodzeniem ubiegał się o poselską reelekcję w wyborach w 2022 i 2024. W 2017 należał do założycieli partii Agir, później przyłączył się do ugrupowania Horizons.
We wrześniu 2024 wszedł w skład rządu Michela Barniera, obejmując w nim stanowisko ministra solidarności, autonomii oraz równości kobiet i mężczyzn. Zakończył urzędowanie wraz z całym gabinetem w grudniu tego samego roku.